# Sjapokljak
Sjapokljak (russisk: Шапокляк) er en sovjetisk animationsfilm fra 1974 af Roman Katjanov.
Filmen er den tredje i en serie af sovjetiske film baseret på karaktererne i Eduard Uspenskijs børnebog "Krokodillen Gena og hans venner" fra 1960'erne. Serien blev indledt med Krokodil Gena (1969) og Tjeburasjka (1971). Efter Sjapokljak udkom Tjeburasjka idjot v sjkolu (Tjeburasjka går i skole, 1983). En russisk genindspilning fra 2013, Tjeburasjka opnåede stor succes og blev den mest indtjenende film i Rusland nogensinde. 

## Medvirkende
- Vasilij Livanov som Gena
- Irina Mazing som Sjapokljak
- Klara Rumjanova som Tjeburasjka
- Vladimir Ferapontov